# Jutta Terner
Jutta Terner (geboren 18. Februar 1948 als Jutta Heine; gestorben 2. Februar 2018) war eine deutsche Richterin. Von 1996 bis 2007 leitete sie das Amtsgericht Trier als Direktorin. Von 2001 bis 2007 war sie Richterin am Verfassungsgerichtshof Rheinland-Pfalz.

## Beruflicher Werdegang
Jutta Terner trat nach ihrem Studium der Rechtswissenschaften 1971 als Richterin in die nordrhein-westfälische Justiz ein. Nach Ernennung zur Richterin am Landgericht Münster wechselte sie im November 1978 an das Amtsgericht in Wittlich. 1994 wurde sie dort zur ständigen Vertreterin des Direktors ernannt.
Nach weiteren Stationen beim Oberlandesgericht Koblenz und erneut dem Amtsgericht Wittlich, wurde sie im Jahre 1996 zur Direktorin des Amtsgerichts Trier ernannt. Dort war sie Vorgesetzte von etwa 110 Mitarbeitern und leitete auch die Insolvenzabteilung. Viele Jahre lang war sie außerdem Prüferin im Staatsexamen der angehenden Juristen.
Am 6. Juni 2001 wurde Jutta Terner vom Landtag zum stellvertretenden berufsrichterlichen Mitglied des Verfassungsgerichtshofs Rheinland-Pfalz mit den Stimmen der SPD, der CDU und der FDP gegen die Stimmen des Bündnis 90/Die Grünen gewählt. Ihre Amtszeit dort endete am 7. September 2007.
Am 12. April 2013 trat sie in den Ruhestand.

## Ämter und Mitgliedschaften
- Seit 1996 Mitglied des Inner Wheel Club Trier (Gründungsmitglied)[1]
- Gründungsmitglied von Soroptimist Trier, von 2010 bis 2012 Präsidentin[1]
- Ab 2001 Mitglied im Stiftungsbeirat der Nikolaus-Koch-Stiftung, Trier, später Beiratsvorsitzende[1]

## Verfahren
2002 war die Juristin mit dem Insolvenzverfahren um den Basketball-Bundesligisten HERZOGtel Trier befasst. Durch einen mehrheitlichen Verzicht der Gläubiger auf ihre Forderungen wurde der Verein vor dem finanziellen Aus bewahrt.
Aufsehen erregte 2008 ein Prozess unter Leitung von Jutta Terner gegen einen 21-jährigen Mann irakischer Herkunft, der seine Schwester auf offener Straße wegen ihres westlichen Lebensstils brutal misshandelt hatte. Den Eltern des schwer verletzten Mädchens wurde die Vormundschaft entzogen.

## Privatleben
Jutta Terner war verheiratet und hatte drei Kinder. Sie lebte in Kenn.